# Войнишки императори
Войнишки императори – условно наименование, прието в историографията, за да се означи поредицата от римски императори, властвали през 3 век в периода между управленията на династията на Северите и възкачването на Диоклециан. Времето на тяхното управление съвпада с епохата на Криза в Римската империя и е преходен период между Принципат и Доминат. За първи войнишки император е смятан тракиецът Максимин Трак, за пълен списък виж Списък на римските императори#Войнишки императори.
Общото между тези владетели е краткостта на тяхната власт, насилственото начало и край на управлението при почти всички от тях и все по-засилващата се тенденция към военен автократизъм, в стремеж да се преодолее анархията.
Опора и главен фактор за властта на Войнишките императори, повечето от които са висши офицери, е най-вече армията, която всъщност избира и налага своите претенденти. Честите узурпации и смяна на властта в този период пречат на прилагането на последователна политика и прахосват човешкия потенциал и икономическия ресурс на империята, и то във време на усилена външна заплаха и ускорени обществени, социални и културни промени.